# Isa Phillips
Isa Phillips (né le 22 avril 1984 à Kingston) est un athlète jamaïcain spécialiste du 400 mètres haies.

## Biographie
Il fait ses débuts sur la scène internationale à l'occasion des Championnats du monde d'athlétisme jeunesse 2001 de Debrecen, se classant sixième de sa demi-finale du 400 m haies. Il remporte peu après la compétition les Championnats nationaux de Jamaïque des moins de 18 ans. En 2005, il descend pour la première fois sous la barre des 50 secondes en réalisant 49 s 96 lors du meeting d'Arlington, au Texas. Éliminé dès les séries des Championnats du monde 2007 d'Osaka, Phillips échoue aux portes de la finale du 400 m haies des Jeux olympiques d'été de 2008 à Pékin en ne prenant que la cinquième place de sa demi-finale en 48 s 85. Il conclut la saison 2008 en se classant troisième de la Finale mondiale de l'athlétisme 2008 de Stuttgart avec le temps de 49 s 22, derrière l'américain Kerron Clement et son compatriote Danny McFarlane.
En 2009, Isa Phillips améliore son record personnel du 400 m haies en 48 s 36 à l'occasion du Meeting de Belém, puis réalise 48 s 05 quelques semaines plus tard lors du meeting de Kingston.